# 2-es busz (Balatonfűzfő)
A balatonfűzfői 2-es jelzésű autóbusz egy helyi körjárat, ami a Fűzfőgyárteleptől Fövenyfürdőig, majd vissza a telepig közlekedik. A viszonylatot a Volánbusz üzemelteti.

## Megállóhelyei
| 0 | Fűzfőgyártelep, autóbusz-váróterem végállomás | 0  | 0.0 km  | 3, 4, 5, 6 1513, 1564, 1592, 1593, 1740, 1742 5449, 7318, 7320, 7321, 7322, 7323, 7324, 7325, 7326, 7332, 7534, 7538, 7600, 7602, 7653, 7654, 7612, 7654, 8082 |
| 1 | Fövenyfürdő                                   | 9  | 5.4 km  | 5, 6 1731 7320, 7321, 7322, 7323, 7324, 7325, 7543, 7602 |
| 2 | 71-es büfé, kikötő (Sirály)                   | 10 | 6.2 km  | 5, 6 7320, 7321, 7322, 7323, 7325, 7543, 7602 |
| 3 | Vasútállomás                                  | 11 | 6.8 km  | 5, 6 1190, 1564, 1592, 1593, 1731, 1740, 1742 5449, 7320, 7321, 7322, 7323, 7324, 7325, 7543, 7602 Balatonfűzfő vá. (29. sz.)                                  |
| 4 | Lila ház                                      | 12 | 7.4 km  | 5, 6 7320, 7321, 7322, 7323, 7325, 7543, 7602 |
| 5 | Balatonfűzfői elágazás                        | 13 | 8.1 km  | 3, 4, 5, 6 7320, 7321, 7322, 7323, 7324, 7325, 7326, 7332, 7543, 7600, 7602, 7653, 7654, 8082                                                                  |
| 6 | Fűzfőgyártelep, autóbusz-váróterem            | 16 | 9.1 km  | 3, 4, 5, 6 1513, 1564, 1592, 1593, 1740, 1742 5449, 7318, 7320, 7321, 7322, 7323, 7324, 7325, 7326, 7332, 7534, 7538, 7600, 7602, 7612, 7653, 7654, 8082       |
| 7 | Fűzfőgyártelep, Irinyi János általános iskola | 17 | 9.7 km  | 3, 4, 5, 6 |
| 8 | Fűzfőgyártelep, autóbusz-váróterem végállomás | 18 | 10.3 km | 3, 4, 5, 6 1513, 1564, 1592, 1593, 1740, 1742 5449, 7318, 7320, 7321, 7322, 7323, 7324, 7325, 7326, 7332, 7534, 7538, 7600, 7602, 7612, 7653, 7654, 8082       |